# Drino lota
Drino lota är en tvåvingeart som först beskrevs av Johann Wilhelm Meigen 1824.  Drino lota ingår i släktet Drino och familjen parasitflugor. Arten är reproducerande i Sverige. Inga underarter finns listade i Catalogue of Life.